# Montigny-aux-Amognes
Montigny-aux-Amognes ist eine französische Gemeinde mit 632 Einwohnern (Stand 1. Januar 2022) im Département Nièvre in der Region Bourgogne-Franche-Comté (vor 2016 Bourgogne). Die Gemeinde gehört zum Arrondissement Nevers und zum Kanton Guérigny (bis 2015 Saint-Benin-d’Azy). 

## Geografie
Montigny-aux-Amognes liegt etwa neun Kilometer ostnordöstlich von Nevers in Zentralfrankreich. Umgeben wird Montigny-aux-Amognes von den Nachbargemeinden Vaux d’Amognes im Norden, Saint-Sulpice im Osten und Nordosten, Saint-Jean-aux-Amognes im Osten und Südosten, Sauvigny-les-Bois im Süden, Saint-Éloi im Süden und Südwesten, Coulanges-lès-Nevers im Westen und Südwesten sowie Saint-Martin-d’Heuille im Westen und Nordwesten.

## Bevölkerungsentwicklung
| Jahr                       | 1962 | 1968 | 1975 | 1982 | 1990 | 1999 | 2006 | 2013 |
| Einwohner                  | 370  | 363  | 338  | 448  | 498  | 515  | 545  | 578  |
| Quellen: Cassini und INSEE |      |      |      |      |      |      |      |      |

## Sehenswürdigkeiten

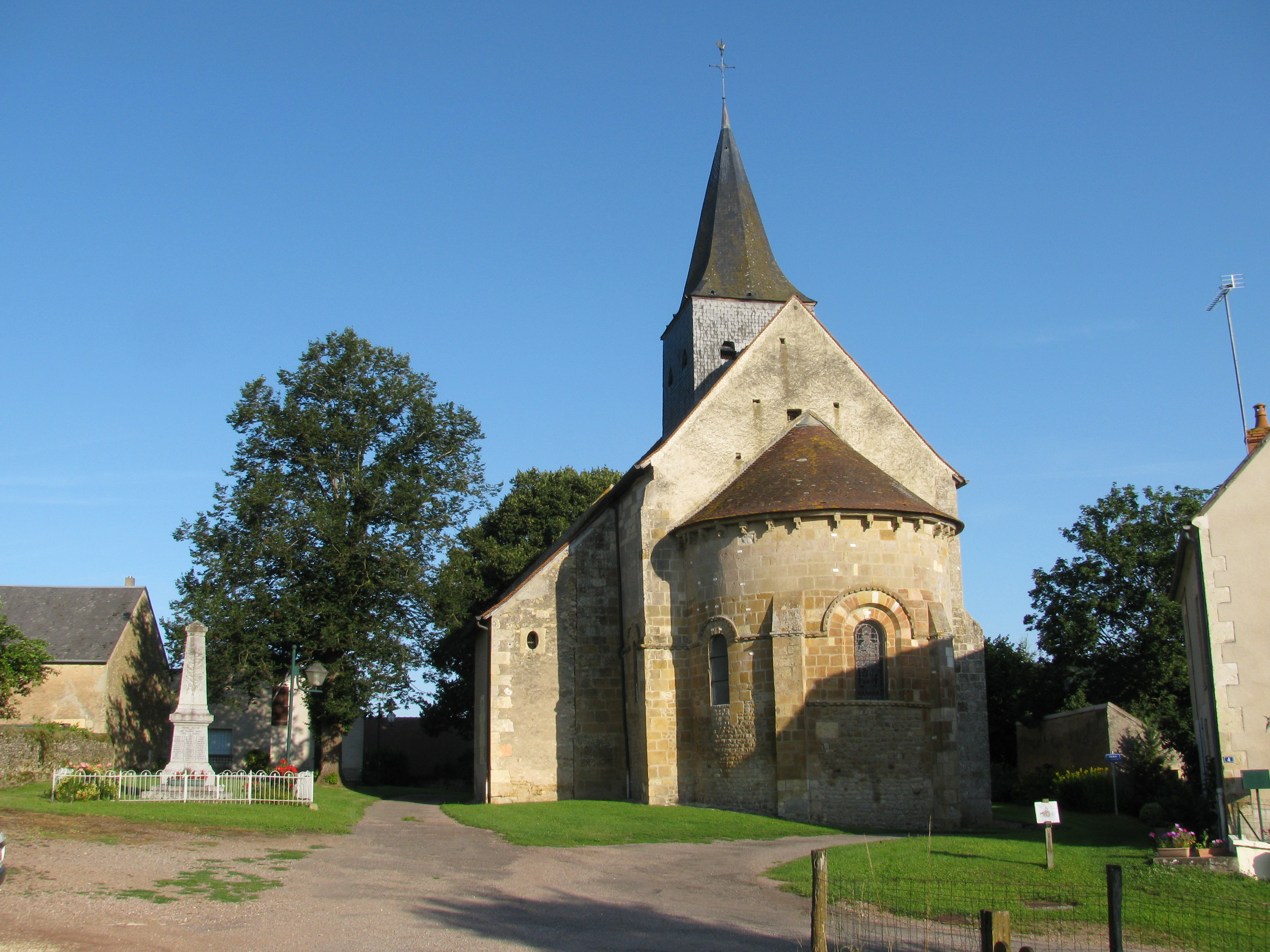
Kirche Saint-Louis

- Kirche Saint-Louis aus dem 12. Jahrhundert, seit 1921 Monument historique